# Patricios-Nunatak
Der Patricios-Nunatak (spanisch Nunatak Patricios) ist ein isolierter Nunatak an der Orville-Küste des westantarktischen Ellsworthlands. Er ragt östlich des Kap Schlossbach und südöstlich des Kap Adams auf.
Argentinische Wissenschaftler benannten ihn. Der weitere Benennungshintergrund ist nicht überliefert.